# Afonso Celso de Assis Figueiredo
Afonso Celso de Assis Figueiredo, visconde (burggraaf) de Ouro Preto (21 februari 1836 - 21 december 1912), was een Braziliaans politicus. Hij was de laatste premier van Brazilië onder de monarchie.

## Biografie
Afonso Celso de Assis Figueiredo studeerde rechten en was later hoogleraar burgerlijk recht en handel aan de vrije faculteit rechten en sociale wetenschappen aan de Federale Universiteit van Rio de Janeiro. Hij sloot zich aan bij de Liberale Partij (Partido Liberal) Op 26 april 1879 werd hij voor de provincie Minas Gerais in de Senaat gekozen. Daarnaast was hij ook hoofd van de politie van de provincie Minas Gerais en lid van de Kamer van Afgevaardigden.
Afonso Celso de Assis Figueiredo was in het laatste decennia van de monarchie minister van Marine en Landbouw en lid van de Staatsraad.
Afonso Celso de Assis Figueiredo was een overtuigd monarchist en verklaard tegenstander van de slavernij. Keizer Peter II verhief Afonso Celso in 1888 in de adelstand en verleende hem de titel van Visconde (burggraaf) de Ouro Preto. Op 7 juni 1889 werd Visconde de Ouro Preto premier. Hij zou de laatste premier onder de monarchie zijn.
Op 14 november 1889 pleegden ontevreden officieren onder maarschalk Manuel Deodoro da Fonseca en kolonel Benjamin Constant Botelho de Magalhães een staatsgreep. In de morgen van 15 november diende de Visconde de Ouro Preto zijn ontslag in. Hij was echter in het geheel niet op de hoogte van de republikeinse plannen van de coupplegers en verwachtte uitsluitend de instelling van een militaire dictatuur. Pas in de avond van de 15e november vernam hij dat de intentie van de coupplegers de instelling van de republiek was. Op 16 november 1889 werd de Republiek Brazilië uitgeroepen en werd aan keizer Peter II meegedeeld dat hij, en zijn familie, 48 uur de tijd hadden om het land te verlaten. De Visconde de Ouro Preto was nadien één der voornaamste critici der republiek.
In maart 1897, tijdens rellen in de hoofdstad Rio de Janeiro, waarbij diverse monarchisten werden vermoord, slaagden de Visconde de Ouro Preto en zijn familie er maar net in om te ontkomen.
De Visconde de Ouro Preto overleed op 21 december 1912.

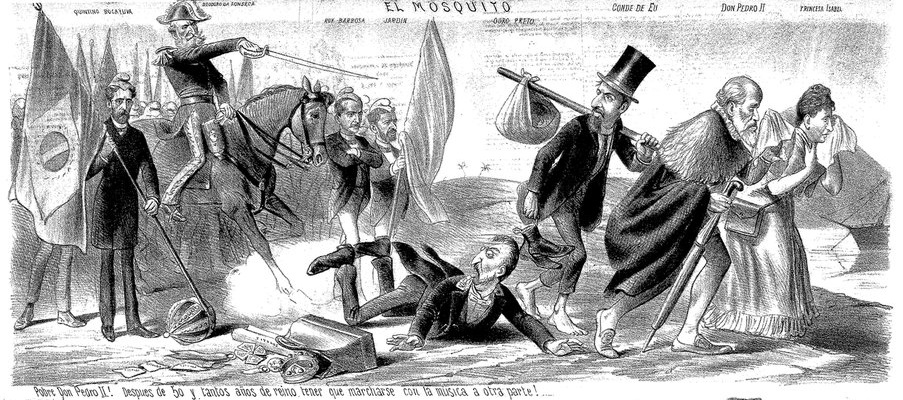
Proclamatie van de Braziliaanse Republiek (1889), beeldverhaal van de afzetting van de monarchie, met de premier languit liggend op de grond, El Mosquito

## Verwijzingen
1. ↑  De slavernij in Brazilië werd pas in 1888 afgeschaft!
2. 1 2  "Order and Progress," A Political History of Brazil, door: Ronald M. Schneider (1992), blz. 64
3. ↑  "Order and Progress," A Political History of Brazil, door: Ronald M. Schneider (1992), blz. 83

- Gemeinsame Normdatei: 11719087X
- International Standard Name Identifier: 0000 0000 8076 9928
- Library of Congress Control Number: n83192234
- Nederlandse Thesaurus van Auteursnamen: 10416770X
- Système universitaire de documentation: 149839227
- Virtual International Authority File: 38297982
- WorldCat: E39PBJqBkmDKRjVhJChjK9J7HC